# 二木博史
二木 博史（ふたき ひろし、1951年2月 - ）は、日本の歴史学者。専門は、モンゴル史、モンゴル地域研究。

## 経歴
- 1974年3月  東京外国語大学外国語学部モンゴル語学科卒業
- 1980年3月  東京外国語大学大学院外国語学研究科修士課程修了
- 1984年3月  一橋大学大学院社会学研究科地域社会研究専攻博士後期課程単位取得退学
- 1984年4月  日本学術振興会特別研究員
- 1984年10月 大田実業専門学校（韓国）講師
- 1989年8月  東京外国語大学外国語学部 助教授
- 1996年4月  同 教授
- 2009年4月  東京外国語大学総合国際学研究院 教授（大学院重点化に伴う配置換え）
- 2016年3月　東京外国語大学定年退職、名誉教授

## 受賞
- 2007年2月27日：モンゴルのエンフバヤル大統領から北極星勲章を授与。

## 著書
- 『文書史料からみた前近代アジアの社会と権力』東京外国語大学大学院地域文化研究科、2007年3月
- 『蒙古的歴史与文化 蒙古学論集』 内蒙古人民出版社、呼和浩特、2004年
- （共訳）モンゴル科学アカデミー歴史研究所編著『モンゴル史（全2巻）』（恒文社、1988年）